# 591. grenadirski polk (Wehrmacht)
591. grenadirski polk (izvirno nemško 591. Grenadier-Regiment; kratica 591. GR) je bil pehotni polk Heera v času druge svetovne vojne.

## Zgodovina
Polk je bil ustanovljen 15. oktobra 1942 s preimenovanjem 591. pehotnega polka; dodeljen je bil 323. pehotni diviziji.
2. novembra 1943 so polk razpustili.